# Columbiana (Ohio)
Columbiana és una població dels Estats Units a l'estat d'Ohio. Segons el cens del 2000 tenia 5.635 habitants.

## Demografia
Segons el cens del 2000, Columbiana tenia 5.635 habitants, 2.534 habitatges, i 1.576 famílies. La densitat de població era de 359 habitants/km².
Dels 2.534 habitatges en un 22,2% hi vivien nens de menys de 18 anys, en un 51,8% hi vivien parelles casades, en un 7,5% dones solteres, i en un 37,8% no eren unitats familiars. En el 34,9% dels habitatges hi vivien persones soles el 17,7% de les quals corresponia a persones de 65 anys o més que vivien soles. El nombre mitjà de persones vivint en cada habitatge era de 2,15 i el nombre mitjà de persones que vivien en cada família era de 2,76.
Per edats la població es repartia de la següent manera: un 19% tenia menys de 18 anys, un 6,8% entre 18 i 24, un 23,5% entre 25 i 44, un 25,3% de 45 a 60 i un 25,3% 65 anys o més.
L'edat mediana era de 46 anys. Per cada 100 dones de 18 o més anys hi havia 82,1 homes.
La renda mediana per habitatge era de 34.560 $ i la renda mediana per família de 42.363 $. Els homes tenien una renda mediana de 33.693 $ mentre que les dones 21.648 $. La renda per capita de la població era de 19.727 $. Aproximadament el 4,9% de les famílies i el 6,5% de la població estaven per davall del llindar de pobresa.

## Poblacions més properes
El següent diagrama mostra les poblacions més properes.